# Vassfly
Vassfly (Chilodes maritima) är en fjärilsart som beskrevs av August Michael Tauscher 1806. Vassfly ingår i släktet Chilodes och familjen nattflyn. Arten är reproducerande i Sverige. Inga underarter finns listade i Catalogue of Life.

## Bildgalleri

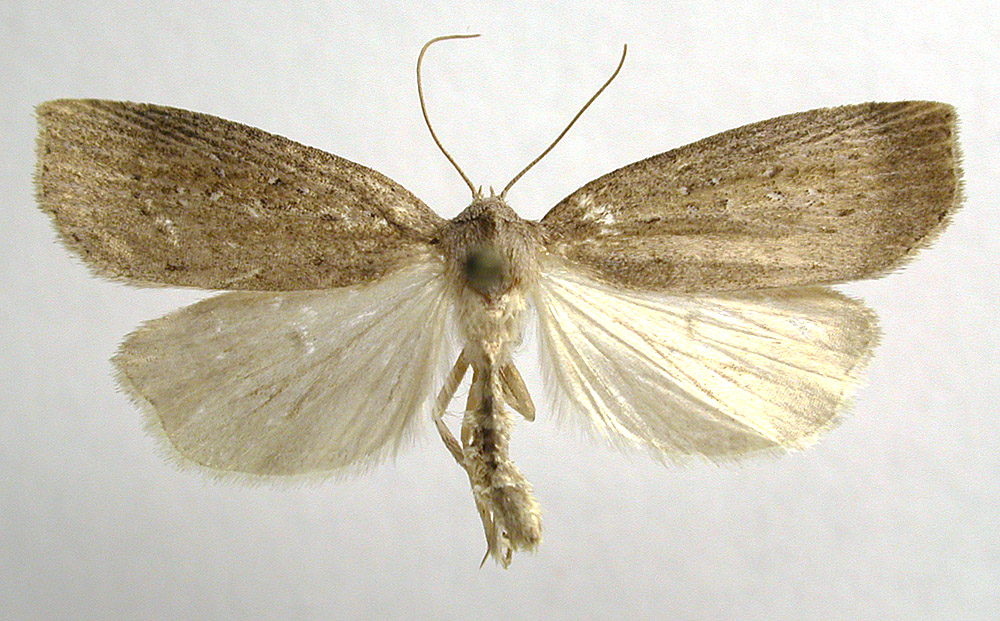
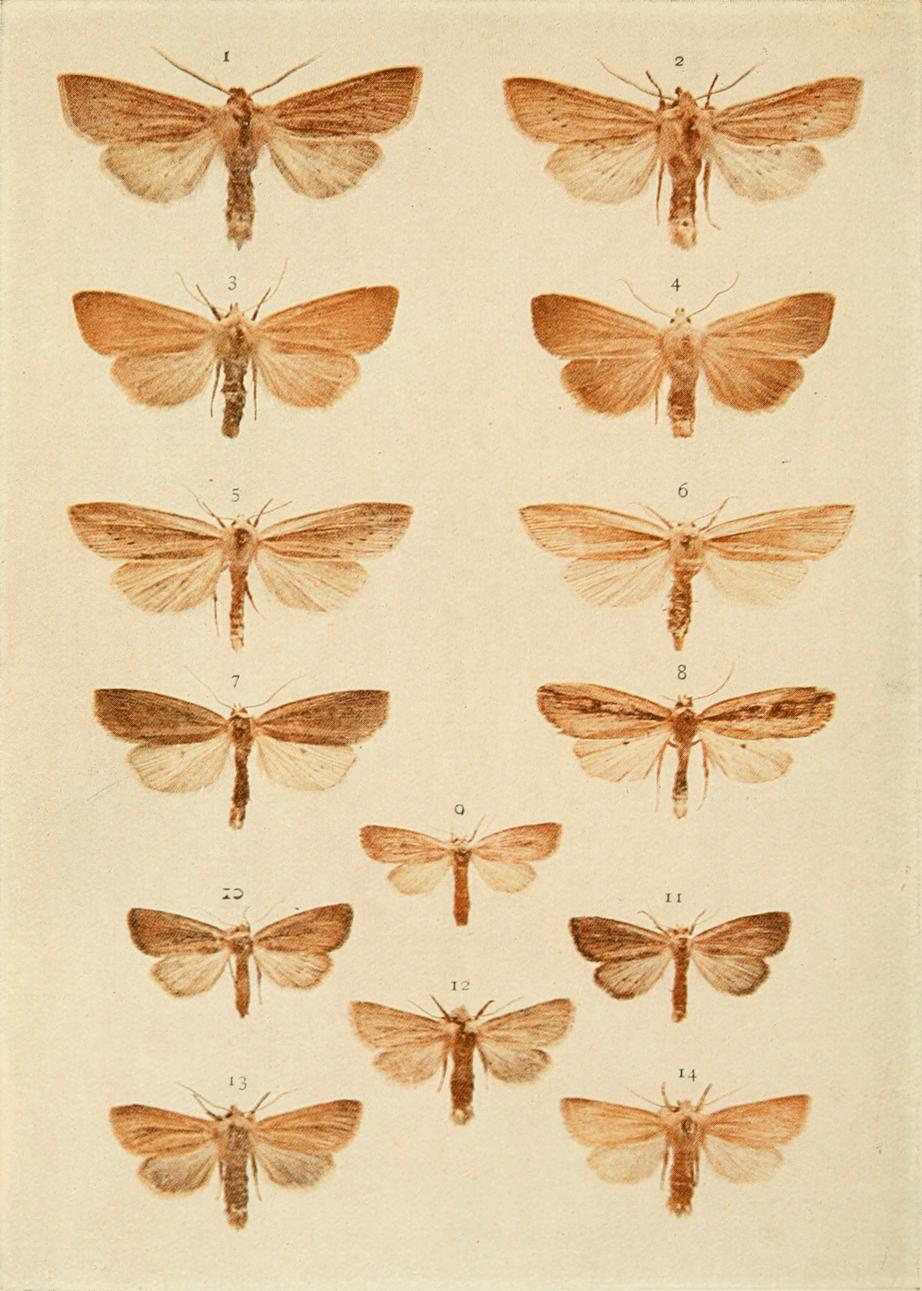